# Tésztahíd

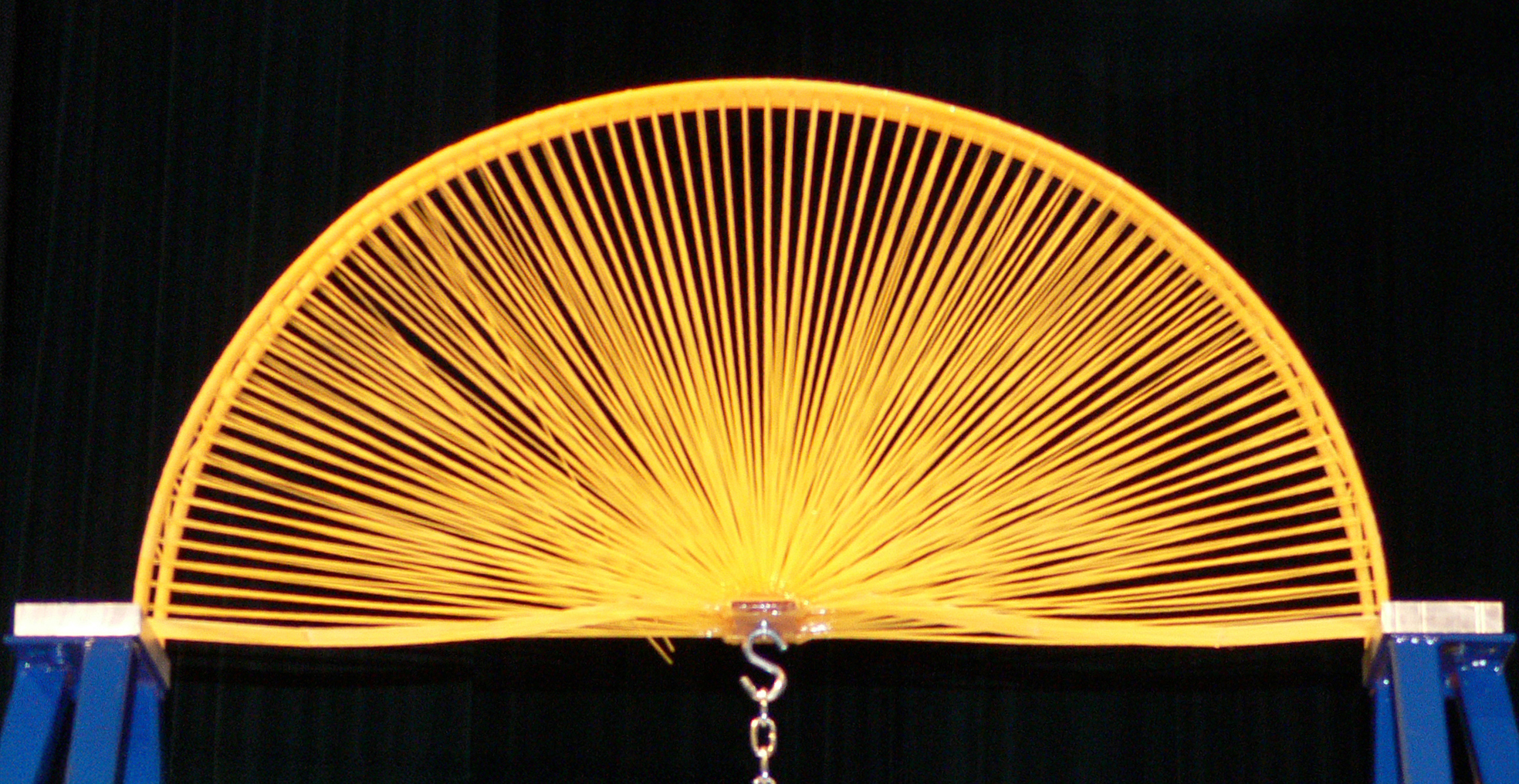

A tésztahíd élelmiszerboltokban vásárolható száraztésztákból ragasztott szerkezet, melyet két végén alá lehet támasztani, a közepén pedig súlyokkal vagy más módon erővel lehet terhelni.
Több évtizede műszaki középiskolák, főiskolák és egyetemek hallgatói tészta-hidak építésében versenyeznek, ahol a cél általában a legkevesebb tészta felhasználásával a legnagyobb terhelhetőség elérése. A tanintézetek kiváló didaktikai eszközként használják a tésztahíd-építést, mivel segítségével a mérnökhallgatók olcsó, könnyen és gyorsan előállítható és tesztelhető szerkezeteken fontos statikai, szilárdságtani ismeretekre és konstrukciós készségre tehetnek szert.

## A tésztahídversenyek története
Az első tésztahídversenyeket valószínűleg Angliában rendezték. A versenyeknek nem voltak kialakult szabályai, versenyenként írták ki a tészta és a ragasztó minőségére, tömegére vonatkozó feltételeket, a terhelés nagyságát és módját és a művek elbírálásának egyéb szempontjait: gazdaságosság, terhelhetőség/tömeg, a szerkezet szépsége, és így tovább. A terhelés általában statikus súlyerő, de volt példa torony építésére, melyet szélnyomás terhelt (az eredményt szélcsatornában ellenőrizték) és mozgó terhelésre (hídon lassan áthaladó szerelvény).
Jelenleg az egész világon rendeznek spagetti versenyeket. Magyarországon a kezdeményező az Ybl Miklós Építőipari Főiskola Mechanika és Tartószerkezetek Tanszéke, ahol 1989 óta rendeznek évente tészta-híd építő versenyeket.
Az Óbudai Egyetem (volt Budapesti Műszaki Főiskola) 2005 óta szervezi meg a RECCS Kárpát medencei Tésztahíd építő versenyt. A rendezvényt évenként, május végén tartják, a nehézsúlyú kategóriában (2010-ben május 21-én). A mezőny rendszerint nagyon erős és nemegyszer világrekord is született már. A versenyen a teherviselés mellett a szépséget és az innovációt is értékeli a zsűri. A külföldi résztvevőknek az Országos Műszaki Múzeum és a Közlekedési Múzeum díjait osztják ki. A Széchenyi év kapcsán 2010-ben a versenyen „Lánchíd” kategóriát is hirdettek. A hídépítőknek a budapesti Lánchíd mását kell száraztészta és ragasztó felhasználásával tetszőleges méretben elkészíteniük. A díjakat itt a zsűri a szépség és kivitel alapján ítéli oda.
A kanadai Okanagan College 1988 óta rendez Nehézsúlyú Spagetti-híd Világbajnokságot. Ezeken 2006 óta magyar győzelmek születtek.

## Versenyek

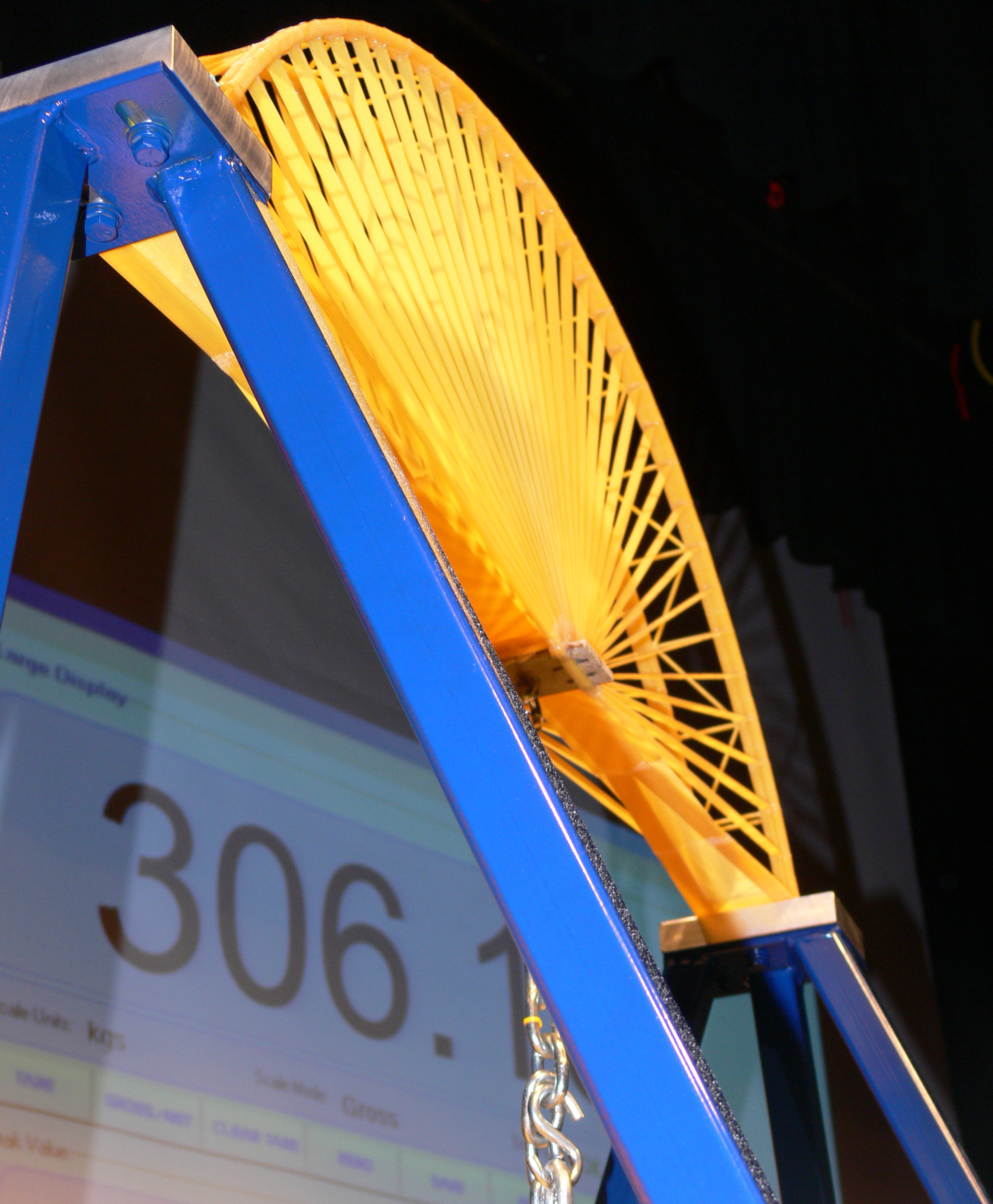

Néhány jelentősebb tésztahíd építő rendezvény a világban:
- Abbotsford School District[3]
- Australian Maritime College[4][5]
- Camosun College[6]
- Coonabarabran High School[7]
- Delft University of Technology[8]
- Ferris State University[9]
- George Brown College[10]
- Institute of Machine Design and Security Technology[11]
- Instituto GayLussac - Ensino Fundamental e Médio
- Italy High School[12]
- James Cook University[13]
- Johns Hopkins University[14]
- McGill University[15]
- Nathan Hale High School[16]
- Okanagan College[17]
- Rigai Műszaki Egyetem[18]
- Rowan University[19]
- Universidad del Valle de Guatemala
- Universidade Federal do Rio Grande do Sul[20]
- University of Architecture, Civil Engineering and Geodesy[21]
- University of British Columbia[22]
- University of Maribor[23]
- University of Salento[24]
- University of South Australia[25]
- University of Southern California[26]
- University of Technology Sydney[27]
- University of the Andes[28]
- Vilnius Gediminas Technical University
- Winston Science[29]
- Woodside Elementary School[30]
- Bezalel Academy of Arts and Design[31]

## Tésztamechanika
Egy magyar versenyen a használható tészták mechanikai tulajdonságai:
- tömör spagetti; átmérője: ∅1,8 mm, hossza: 100 mm
- nagy makaróni; külső átmérője: ∅3,2 mm, belső átmérője: ∅1,3 mm, hossza 150 mm
- kis makaróni; külső átmérője: ∅3,0 mm, belső átmérője: ∅1,0 mm, hossza 150 mm

A tészta húzószilárdsága (hajlítási kísérletek alapján) sH=18,0 N/mm²,
rugalmassági modulusa E = 2000 N/mm²
A ragasztóra kikötés nincs, csupán annyi, hogy ne rontsa a tészta szilárdságát.
Brazíliai versenyeken használt ∅1,8 mm átmérőjű ~250 mm hosszú spagetti szakítószilárdságát húzásra 16,8 N/mm²-nek mérték, viszont a rugalmassági modulust E = 3600 MPa-nak találták.

## Magyar sikerek
Magyar versenyzők 2004 óta vesznek részt a kanadai Ocanagan College által szervezett világversenyeken.
- 2004 – 21 éves a spagetti-híd verseny

"First Huber McKenzie Turik Heavyweight Contest" (1. Huber McKenzie Turik nehézsúlyú verseny)
1. Kutyik Mátyás, törési terhelés 256,13 kg

- 2005 – 22. éves spagetti-híd verseny

"Second Huber McKenzie Turik Heavyweight Contest" (2. Huber McKenzie Turik nehézsúlyú verseny)
1. Köves András, törési terhelés 257,33 kg
2. Mark Woodward, (Okanagan University College) törési terhelés 229,96 kg
3. Milovácz Balázs, (Budapest, Hungary) törési terhelés 88,69 kg

- 2006 – 23 éves a spagetti-híd verseny

"HMA Heavyweight Contest" (HMA nehézsúlyú verseny)
1. Varga Gyula Balázs, törési terhelés 226,96 kg
2. Balazs Vida, törési terhelés 101,77 kg

- 2007 – 24 éves a spagetti-híd verseny

"SNC Lavalin Heavyweight Contest" (SNC Lavalin nehézsúlyú verseny)
1. Botka Balázs és Kurucz Sándor, törési terhelés 255,7 kg

- 2008 – 25 éves a spagetti-híd verseny

"SNC Lavalin Heavyweight Contest" (SNC Lavalin nehézsúlyú verseny)
1. Botka Balázs, a híd tömege 994,9 g és kibírt 352,62 kg terhelést
2. Pozsonyi Norbert és Tótiván Aliz, a híd tömege 1000 g és kibírt 350,67 kg terhelést
3. Márkos Szilárd, a híd tömege 997,3 g és kibírt 310,75 kg terhelést.

- 2011 - 28 éves a spagetti-híd verseny

"Reccs 2011"
1. Márkos Szilárd, a híd teherbírása: 578,2 kg.[34]

- Hoverla 5 – 570,3 kg Világrekord!

1. Vincze Miklós és Jaró Csaba, Óbudai Egyetem (Magyarország)[35]